# Euryeidon schwendingeri
Euryeidon schwendingeri är en spindelart som beskrevs av Pakawin Dankittipakul och Rudy Jocqué 2004. Euryeidon schwendingeri ingår i släktet Euryeidon och familjen Zodariidae.
Artens utbredningsområde är Thailand. Inga underarter finns listade i Catalogue of Life.